# Milieueffecten van irrigatie
Milieueffecten van irrigatie zijn de veranderingen in hoeveelheid en hoedanigheid van bodem en water als gevolg van irrigatie en de daaruit voortvloeiende effecten op sociale en natuurlijke (ecologische) omstandigheden in het benedenstrooms gedeelte van het irrigatieproject en verder benedenwaarts.
De effecten hebben hun oorsprong in de veranderde hydrologische omstandigheden als gevolg van de ontwikkeling en uitvoering van het project.

Een irrigatieproject betrekt het water meestal van een rivier en verdeelt het over het geïrrigeerde gebied. Hydrologische gevolgen zijn:
- de rivierafvoer is verminderd

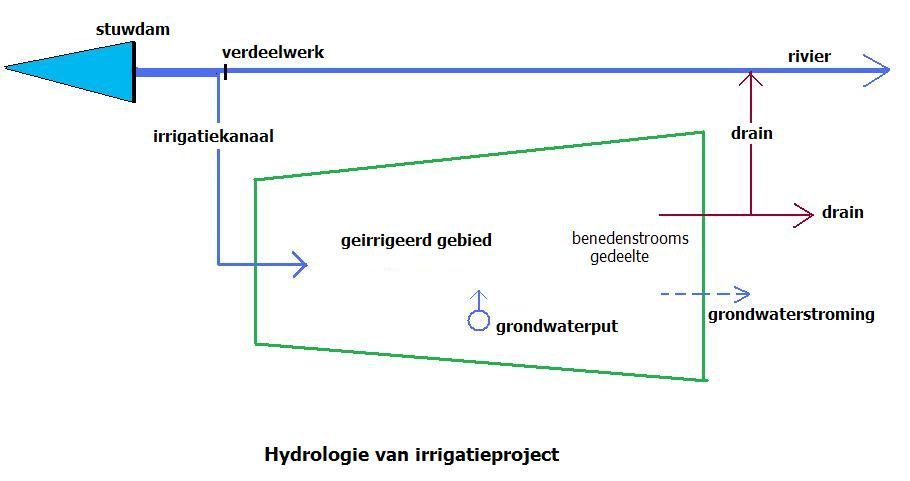
Hydrologische factoren van irrigatie

- de verdamping in het projectgebied is toegenomen
- de aanvoer naar het grondwater is toegenomen
- de waterspiegel stijgt
- de drainageafvoer is vergroot

Dit zijn de directe effecten.

De verdere effecten zijn indirect en complex. Bodemvernatting en -verzouting vormen er een deel van. De overige, niet-fysische, invloeden op sociaal-economisch terrein, milieu en ecologie zijn sterk afhankelijk van de lokale condities.
Voor de irrigatie kan ook grondwater worden gewonnen. Indien dit niet gepaard gaat met aanvoer van rivierwater, zal de grondwaterstand dalen. Dit kan als gevolg hebben dat de grondwatervoorraad uitgeput raakt, de grond verzakt en, langs de kust, zout grondwater binnendringt.
Irrigatieprojecten kunnen enorme baten opleveren (zie Irrigatie, economische betekenis), maar de negatieve neveneffecten worden vaak genegeerd.

## Verminderde rivierafvoer benedenstrooms

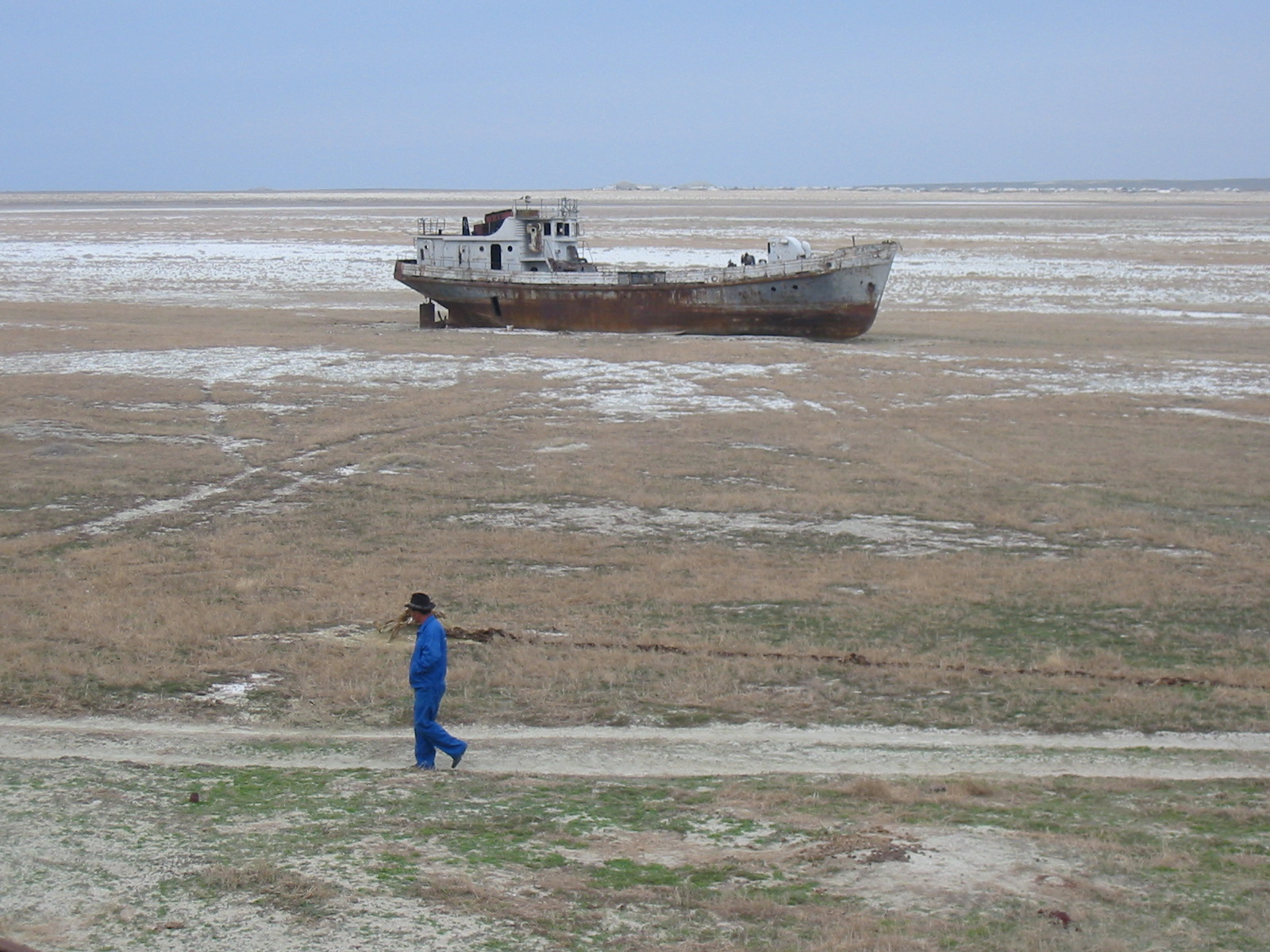
Verroest schip bij het Aralmeer, Kazachstan

De verminderde benedenstroomse rivierafvoer kan leiden tot:
- minder overstroming in de lagere delen van de rivier
- verdwijning van ecologisch en economisch belangrijke natte gebieden of vloedbossen[3]
- verminderde beschikbaarheid van industrie-, huishoud- en drinkwater
- verminderde bevaarbaarheid; wateronttrekking vormt een ernstige bedreiging voor de Ganges in India. Stuwdammen in de zijrivieren van de Ganges onttrekken ruwweg 60% van de rivierafvoer voor irrigatie.[3]
- verminderde mogelijkheden voor visvangst; de Indus in Pakistan kent waterschaarste door onttrekking ervan voor landbouw; de Indus bevat 25 soorten amfibieën en 147 vissoorten waarvan 22 nergens anders ter wereld voorkomen; de rivier herbergt de bedreigde Indus rivierdolfijn, een van 's werelds zeldzaamste zoogdieren; vispopulaties, de belangrijkste bron van eiwitten en voedingsmiddelen voor veel dorpsgemeenschappen, dreigen uit te sterven.[3]
- verminderde uitstroming in zee; dit kan ernstige gevolgen hebben zoals kust-erosie, bijvoorbeeld in Ghana,[4] en binnendringing van zout water in delta's en estuaria; De huidige wateronttrekking van de Nijl voor irrigatie is zo groot dat de rivier, ondanks zijn omvang, in droge perioden de zee niet bereikt;[3] zie ook Aswandam: nadelen; het Aralmeer ondervindt catastrofale verdroging en een milieuramp door de onttrekkingen van rivierwater voor geïrrigeerde landbouw.

## Toename van aanvoer naar grondwater, bodemvernatting en -verzouting

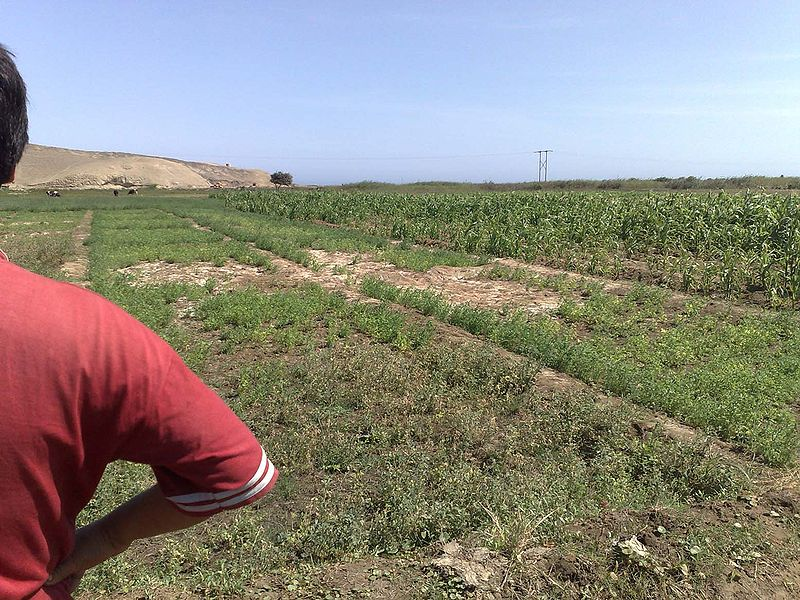
Bodemverzouting en slechte stand van het landbouwgewas in geïrrigeerd gebied

Toename van de aanvoer naar het grondwater wordt veroorzaakt door de bij irrigatie onvermijdelijke verliezen van water naar de ondergrond. Hoe lager de irrigatie-efficiëntie hoe groter de verliezen. De irrigatie-efficiëntie is vaak in de orde van 50% tot 60% hetgeen overeenkomt met 40% tot 50% verlies van irrigatiewater. Dit geeft aanleiding tot:
- stijgende grondwaterstanden
- toename van de berging van water in de aquifer, dat opgepompt kan worden voor irrigatie, industriële, gemeentelijke en huishoudelijke doeleinden
- bodemvernatting en drainageproblemen in dorpen, landbouwgronden, en langs wegen, meestal met negatieve gevolgen. De landbouwopbrengsten kunnen drastisch verminderen
- ondiepe grondwaterstanden zijn een teken dat de afvoercapaciteit van de aquifer onvoldoende is om waterverliezen te verwerken
- waar de waterspiegel ondiep is worden de irrigatiegiften verminderd; dit leidt ertoe dat de bodem niet meer wordt doorgespoeld en dat problemen van bodemverzouting ontstaan
- stagnerend grondwater dicht bij het bodemoppervlak verhoogt het vóórkomen van met water verbonden ziektes zoals malaria, filariasis, gele koorts, dengue en schistosomiasis (bilharzia);[5] evaluatie van gezondheidsproblemen, gezondheidskosten en maatregelen ter voorkoming van de ziekten vormen zelden een onderdeel van en irrigatieproject[2]

Voorbeelden:
1. In de geïrrigeerde gebieden van India lijdt meer dan 2 miljoen ha landbouwgrond an problemen van bodemvernatting en meer dan 3 miljoen ha is ernstig verzout.[6][7]
2. In de Indusvlakte in Pakistan heeft meer dan 2 miljoen ha drainageproblemen;[8] bij een bodemverkenning van 13,6 miljoen ha in irrigatieprojecten bleek dat 3,1 miljoen ha (23%) was verzout;[8] meer dan 3 miljoen ha is voor miljarden roepies voorzien van drains en putten om de vernatting te bestrijden, maar de doelstellingen werden slechts ten dele gehaald;[9] de Aziatische Ontwikkelingsbank heeft verklaard dat 38% van het geïrrigeerde areaal lijdt aan bodemvernatting en dat 14% van het areaal te zout is geworden om nog als landbouwgrond gebruikt te kunnen worden[10]
3. In de Nijldelta van Egypte zijn drainageprojecten uitgevoerd in miljoenen ha om de bodemvernatting/verzouting te bestrijden die het gevolg is van de massale invoering van irrigatie het gehele jaar door na voltooiing van de Hoge dam bij Aswan[11]
4. In Mexico is 15% van de 3 miljoen irrigeerbaar land verzout en 10% vernat.[12]
5. In Peru lijdt 0,3 miljoen ha van het ruim 1 miljoen irrigeerbare areaal aan dezelfde problemen.[13]
6. In het algemeen wordt geschat dat 1/3 van het geïrrigeerde land in de belangrijkste irrigatielanden ernstige verzout is of vermoedelijk zal verzouten in de nabije toekomst;[14] huidige schattingen zijn: voor Israël 13%, Australië 20%, China 15%, Irak 50%, Egypte 30%; deze problemen doen zich net zo goed voor in de kleine als in de grote irrigatieprojecten
7. de FAO heeft geschat dat in 1990 wereldwijd in ongeveer 52 miljoen ha geïrrigeerd land drainage systemen moeten worden aangelegd ter verbetering van de problemen[15]

## Verslechterde kwaliteit van het benedenstroomse drainage-, rivier- en grondwater
- De kwaliteit van het benedenstroomse drainagewater kan verslechteren door de uitspoeling van bodemzouten, chemische bestrijdingsmiddelen, biociden, herbiciden en pesticiden; dit kan weer leiden tot verslechterde gezondheid van de bevolking, vee, en fauna en het kan de ecologische balans ontwrichten. Het Aralmeer geeft een voorbeeld van ernstige watervervuiling door drainage water.
- De kwaliteit van het rivier- en grondwater kan op een overeenkomstige wijze verslechteren en dit kan overeenkomstige gevolgen hebben; het water kan ongeschikt worden voor menselijk gebruik en leiden tot een verslechterde volksgezondheid
- Verontreinigd rivierwater kan de ecologie langs de kust grote schade doen (zie bijvoorbeeld Aswandam nadelen)

## Verpaupering van benedenstroomse watergebruikers

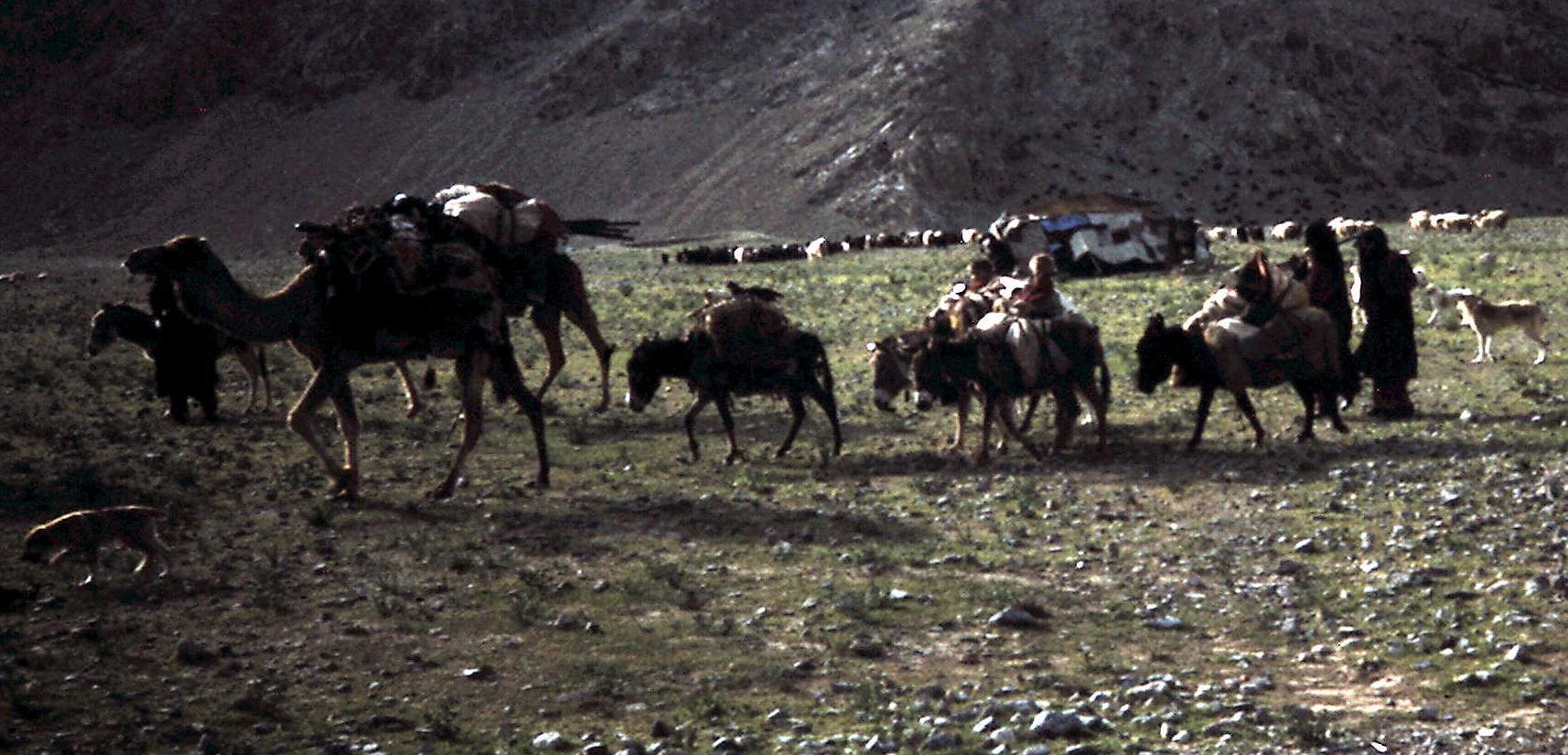
Nomaden in Beloetsjistan. Hun watervindplaatsen worden schaars door nieuwe irrigatieontwikkelingen

Benedenstroomse watergebruikers hebben vaak geen recht op water en kunnen slachtoffer zijn van de irrigatieontwikkeling. Pastorale nomadenstammen kunnen hun bestaansbronnen land en water verliezen zonder recht te hebben op vergoeding.
- In Beloetsjistan; (Pakistan) werden nomadenstammen die jaarlijks heen en weer trekken tussen Gujarat en Rajasthan (India) enerzijds en Beloetsjistan anderzijds door nieuwe kleinschalige irrigatieontwikkelingen getroffen door gebrek aan water zonder een alternatieve voorziening[16]
- Na de sluiting van de Kainjidam in Nigeria ging 50 tot 70% van het landbouwareaal dat ingeplant werd na terugtrekking van de overstromingen verloren omdat de overstromingen zich niet meer voordeden en de bodem verdroogde[17]

## Verlies van mogelijkheden van landgebruik

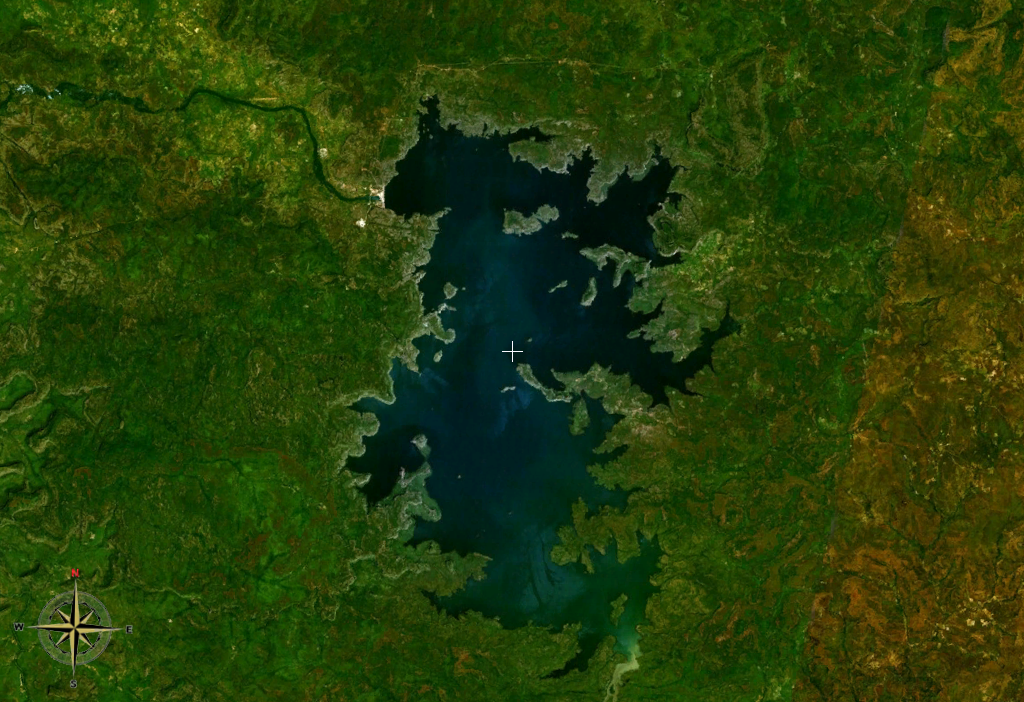
Lake Manantali, 477 km², verdreef 12,000 mensen.

Irrigatieprojecten kunnen niet alleen de visgronden van de oorspronkelijke bevolking doen verminderen en verslechteren, maar ook de pastorale nomaden de begrazingsmogelijkheden voor hun vee ontnemen. De begrazingsdruk op de overgebleven graaslanden kan dan aanzienlijk toenemen omdat de getroffen nomaden hun bestaansmogelijkheden elders moeten zien te vinden. Het verdere gevolg is dan een ernstige landerosie en verlies van natuurlijke hulpbronnen.
Het Manantalimeer gevormd door de Manantalidam in Mali doorsnijdt de migratieroutes van de nomadische pastoralisten en vernietigde 43000 ha savannegrond, hetgeen waarschijnlijk leidt tot overbegrazing en landerosie of verwoestijning elders. Ook werd 120 km² bos vernietigd en het verlies van aanvulling van grondwater in de aquifer door het wegvallen van de seizoensvloeden schaadt de bossen benedenstrooms van de dam.

## Overmatige grondwateronttrekking en bodemdaling

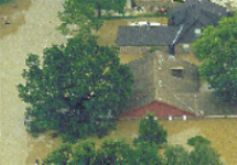
Overstroming als gevolg van bodemverzakking door grondwater onttrekking

Wanneer jaarlijks meer grondwater wordt opgepompt dan aangevuld dan wordt de aquifer gemijnd en irrigatie met grondwater is dan niet duurzaam. Vervolgens wordt geïrrigeerde landbouw verlaten. 

De honderden pompputten geslagen in Uttar Pradesh (India) met financiële bijstand van de Wereldbank worden 1,4 tot 4,7 uur per dag in werking gesteld, hoewel dit volgens het ontwerp 16 uur per dag zou moeten gebeuren; de reden van het matige gebruik was gelegen in een sociaal-economisch ontoereikend waterbeheer, maar ook daling van het grondwaterpeil. 

In Beloetsjistan (Pakistan) ging de ontwikkeling van irrigatieprojecten met grondwater ten koste van de traditionele qanat- of karezgebruikers, omdat deze aquaducten, die gelijken op ondergronds gegraven sprengbeken, door de ontwikkeling van pompputten voor irrigatie verdroogden. 

Aan overmatige grondwateronttrekking gerelateerde bodemdaling gebeurde in de VS met 1m daling per 13m verlaging van de grondwaterstand

De foto toont de overstroming tijdens een hoosregen in juni 1989 van het plaatsje Bayou nabij Houston (Texas) dat 1,5m tot 2,1m was verzakt door overmatig pompen van het grondwater

## Berekening en voorspelling
De invloed van irrigatie op de waterspiegel, het zoutgehalte van bodem-, drainage- en grondwater en de effecten van corrigerende maatregelen kan worden berekend en voorspeld met agro-hydro-verzoutingsmodellen zoals SaltMod en SahysMod.

## Algemene literatuur
- T.C. Dougherty and A.W. Hall, 1995. Environmental impact assessment of irrigation and drainage projects. FAO Irrigation and Drainage Paper 53. ISBN 92-5-103731-0.
- R.E.Tillman, 1981. Environmental guidelines for irrigation. New York Botanical Garden Cary Arboretum.